# Folketingsvalget 1910
Folketingsvalget den 20. maj 1910. Siden valget året før var Reformpartiet Venstre og Moderate Venstre blevet lagt sammen til partiet Venstre, der nu igen blev største parti. For første gang gik Socialdemokraterne til valg under den nye formand Thorvald Stauning.
Danmark havde flertalsvalg i enkeltmandskredse. Det betød en stor skævvridning i forholdet mellem mandater og stemmetal, for flere af partierne.
| Partier              | Partiformand      | Stemmer                  | Pct. af stemmetal        | Mandater                 | +/-                      |                          |
| -------------------- | ----------------- | ------------------------ | ------------------------ | ------------------------ | ------------------------ | ------------------------ |
| Venstre              | J. C. Christensen | 117.286                  | 33,8%                    | 57                       | +8                       |                          |
| Socialdemokratiet    | Thorvald Stauning | 98.718                   | 28,4%                    | 24                       | 0                        |                          |
| Det Radikale Venstre | Carl Th. Zahle    | 64.884                   | 18,7%                    | 20                       | +5                       |                          |
| Højre                | Emil Piper        | 64.904                   | 18,7%                    | 13                       | -8                       |                          |
| Udenfor Partierne    |                   | 1.448                    | 0,4%                     | 0                        | -6                       |                          |
| Valgdeltagelse       | Valgdeltagelse    | 74,3%                    | 74,3%                    | 74,3%                    | 74,3%                    | 74,3%                    |
| Kilde                | Kilde             | Hvem Hvad Hvor 1934-1943 | Hvem Hvad Hvor 1934-1943 | Hvem Hvad Hvor 1934-1943 | Hvem Hvad Hvor 1934-1943 | Hvem Hvad Hvor 1934-1943 |

(+/-) – Forskellen af antal pladser i Folketinget i forhold til fordelingen ved forrige valg.